# Fußball-Verbandsliga Niedersachsen 1981/82
Die Verbandsliga Niedersachsen 1981/82 war die 33. Spielzeit der höchsten Amateurklasse im Niedersächsischen Fußballverband. Sie war eine Ebene unterhalb der drittklassigen Oberliga Nord angesiedelt und wurde in einer Staffel ausgetragen. Sieger wurde erstmals TuS Hessisch Oldendorf.

## Vereine
Im Vergleich zur Saison 1980/81 waren Eintracht Nordhorn nach sechs Jahren und die SpVgg Preußen Hameln nach sieben Jahren wieder aus der Oberliga Nord abgestiegen, während der TSV Havelse aufgestiegen war. Die beiden Absteiger VfL Germania Leer und SpVgg Bad Pyrmont hatten die Verbandsliga verlassen und wurden durch die beiden Aufsteiger VfL Seesen (Wiederaufstieg nach 29 Jahren) sowie Friesen Hänigsen (erstmals in der höchsten niedersächsischen Amateurliga) ersetzt.
| Verein                          | Stadt                | Landkreis           | Qualifikation                      |
| ------------------------------- | -------------------- | ------------------- | ---------------------------------- |
| Eintracht Nordhorn              | Nordhorn             | Grafschaft Bentheim | Absteiger aus der Oberliga Nord    |
| SpVgg Preußen Hameln            | Hameln               | Hameln-Pyrmont      | Absteiger aus der Oberliga Nord    |
| TuS Celle                       | Celle                | Celle               | Meister 1980/81                    |
| Wolfenbütteler SV               | Wolfenbüttel         | Wolfenbüttel        | 2. Platz 1980/81                   |
| TSV Helmstedt                   | Helmstedt            | Helmstedt           | 4. Platz 1980/81                   |
| 1. FC Osterholz-Scharmbeck      | Osterholz-Scharmbeck | Osterholz           | 5. Platz 1980/81                   |
| VfR Osterode 08                 | Osterode am Harz     | Osterode am Harz    | 6. Platz 1980/81                   |
| Hannover 96 Amateure            | Hannover             |                     | 7. Platz 1980/81                   |
| SVG Göttingen 07                | Göttingen            | Göttingen           | 8. Platz 1980/81                   |
| Eintracht Braunschweig Amateure | Braunschweig         |                     | 9. Platz 1980/81                   |
| TuS Hessisch Oldendorf          | Hessisch Oldendorf   | Hameln-Pyrmont      | 10. Platz 1980/81                  |
| TuS Lingen                      | Lingen (Ems)         | Emsland             | 11. Platz 1980/81                  |
| TuS Syke                        | Syke                 | Diepholz            | 12. Platz 1980/81                  |
| TSR Olympia Wilhelmshaven       | Wilhelmshaven        |                     | 13. Platz 1980/81                  |
| SV/MTV Winsen/Luhe              | Winsen (Luhe)        | Harburg             | 14. Platz 1980/81                  |
| VfL Seesen                      | Seesen               | Goslar              | Aufsteiger aus der Landesliga Ost  |
| Friesen Hänigsen                | Uetze                | Hannover            | Aufsteiger aus der Landesliga West |

## Saisonverlauf
Die Meisterschaft und Teilnahme an der Aufstiegsrunde zur Oberliga Nord sicherte sich TuS Hessisch Oldendorf. Als Zweit- und Drittplatzierter durften Olympia Wilhelmshaven und die Amateurmannschaft von Hannover 96 ebenfalls teilnehmen. Hessisch Oldendorf und Wilhelmshaven konnten sich durchsetzen und stiegen somit auf. Die Mannschaften auf den drei letzten Plätzen mussten absteigen. Der SV/MTV Winsen/Luhe verließ die Liga nach sieben Spielzeiten und der TuS Lingen nach acht Jahren. Preußen Hameln wurde in die Landesliga durchgereicht und stieg elf Jahre nach seinem Aufstieg wieder ab.

### Tabelle
| Pl.               | Verein                          | Sp. | S  | U  | N  | Tore    | Diff. | Punkte |
| ----------------- | ------------------------------- | --- | -- | -- | -- | ------- | ----- | ------ |
| 1.                | TuS Hessisch Oldendorf          | 32  | 18 | 8  | 6  | 064:320 | +32   | 44:20  |
| 2.                | TSR Olympia Wilhelmshaven       | 32  | 16 | 11 | 5  | 059:300 | +29   | 43:21  |
| 3.                | Hannover 96 Amateure            | 32  | 16 | 10 | 6  | 063:360 | +27   | 42:22  |
| 4.                | TuS Syke                        | 32  | 15 | 8  | 9  | 061:490 | +12   | 38:26  |
| 5.                | Eintracht Braunschweig Amateure | 32  | 14 | 8  | 10 | 056:490 | +7    | 36:28  |
| 6.                | VfR Osterode 08                 | 32  | 14 | 8  | 10 | 057:530 | +4    | 36:28  |
| 7.                | Wolfenbütteler SV               | 32  | 13 | 9  | 10 | 066:580 | +8    | 35:29  |
| 8.                | SVG Göttingen 07                | 32  | 14 | 6  | 12 | 060:430 | +17   | 34:30  |
| 9.                | Eintracht Nordhorn (A)          | 32  | 13 | 7  | 12 | 055:470 | +8    | 33:31  |
| 10.               | TSV Helmstedt                   | 32  | 11 | 10 | 11 | 060:620 | −2    | 32:32  |
| 11.               | TuS Celle (M)                   | 32  | 13 | 5  | 14 | 054:640 | −10   | 31:33  |
| 12.               | VfL Seesen (N)                  | 32  | 8  | 14 | 10 | 049:620 | −13   | 30:34  |
| 13.               | 1. FC Osterholz-Scharmbeck      | 32  | 9  | 9  | 14 | 049:670 | −18   | 27:37  |
| 14.               | Friesen Hänigsen (N)            | 32  | 9  | 7  | 16 | 060:710 | −11   | 25:39  |
| 15.               | SV/MTV Winsen/Luhe              | 32  | 7  | 10 | 15 | 038:590 | −21   | 24:40  |
| 16.               | TuS Lingen                      | 32  | 5  | 8  | 19 | 040:630 | −23   | 18:46  |
| 17.               | SpVgg Preußen Hameln (A)        | 32  | 4  | 8  | 20 | 034:800 | −46   | 16:48  |
| Stand: Saisonende |                                 |     |    |    |    |         |       |        |

| (M) | Staffelsieger der Verbandsliga Niedersachsen 1980/81 |
| (A) | Absteiger aus der Oberliga Nord 1980/81              |
| (N) | Aufsteiger aus der Landesliga Niedersachsen 1980/81  |